# Pavla Janiššová
Pavla Janiššová (* 1. září 1985, Městec Králové) je česká filmová a převážně divadelní herečka.

## Životopis
Narodila se v Městci Králové a vyrůstala v Poděbradech. Během docházky na základní školu chodívala i do ZUŠ v Poděbradech. Zde se učila hrát na klavír, chodila na zpěv a do dramatického kroužku. Roku 2001 začala studovat Pražskou konzervatoř, a to obor hudebně-dramatický. Už během studia hostovala v divadlech v menších rolích. V Divadle na Vinohradech si zahrála ve hře Král Jelenem, ve Švandově divadle v Oko za oko nebo v Semaforu v inscenaci Jako když tiskne. Také hostovala i v Národním divadle v Praze, a to v roli komtesy Hortensie v inscenaci Babička. Už ve 4. ročníku začala oslovovat divadla. I když chtěla jít do angažmá do Hradce Králové, objevil se ve škole inzerát, že v Západočeském divadle v Chebu hledají herečku, a proto tam napsala. V té době se hrálo ve škole divadlo, na které se přijeli podívat z chebského divadla. Nic netušící o jejím dopisu mluvili o ní s jejími profesory, jelikož se jim velice líbila.
Nejprve zde hostovala jako Évi v Kočce na kolejích a Jessika v inscenaci Kupec benátský. Ještě v 6. ročníku se od září 2006 stala členkou souboru divadla a konzervatoř dodělala dálkově. Absolutorium měla v roce 2007 a v absolventském představení Ťululum hrála roli Pontagnacové. V Chebu vytvořila řadu rolí. Zahrála si například Hildegardu Schmelzerovou v Cejchu, Roxanu v Cyranovi z Bergeracu, Lanu v inscenaci V Davidově rouše, Káču Maršálkovou v Divotvorném hrnci, Janu v Jak utopit dr. Mráčka, Smeraldinu ve hře Král Jelenem anebo Marii Antoinettu ve stejnojmenné inscenaci.
Za rok 2015 obdržela cenu Thálie pro mladého činoherce do 33 let. V roce 2023 byla v širší nominaci na cenu Thálie v oboru muzikál, opereta a jiné hudebnědramatické žánry za roli Marie Čížkové v inscenaci Musíme si pomáhat.
Jejím manželem je Zdeněk Bartoš, který je uměleckým šéfem Západočeského divadla. Poznali se v divadle a po půl roku po jejího angažmá spolu začali chodit. Mají dvě dcery, a to Helenu a Miladu.

## Filmografie
| Rok  | Název                           | Role            | Poznámky                                                          |
| ---- | ------------------------------- | --------------- | ----------------------------------------------------------------- |
| 2005 | 3 plus 1 s Miroslavem Donutilem |                 | televizní seriál, epizoda: „Výlet“                                |
| 2015 | Cesty domů                      |                 | televizní seriál, epizoda: „Večírek“                              |
| 2016 | Rapl                            |                 | televizní seriál, epizoda: „Black Jack“                           |
| 2018 | Ohnivý kuře                     |                 | televizní seriál, epizoda: „Personální otázky“                    |
| 2021 | Ochránce                        |                 | televizní seriál, díl: „Hidžáb“                                   |
| 2022 | Specialisté                     | Chabrová        | televizní seriál, díl: „Keny u ledu“                              |
| 2022 | Jitřní záře                     | kamarádka Pavly | televizní minisérie, díly: „Epizoda 1“, „Epizoda 3“ a „Epizoda 4“ |
| 2022 | Případy mimořádné Marty         |                 | televizní seriál                                                  |
| 2023 | Osmý den                        |                 | film                                                              |